# Palazzo Pamphili

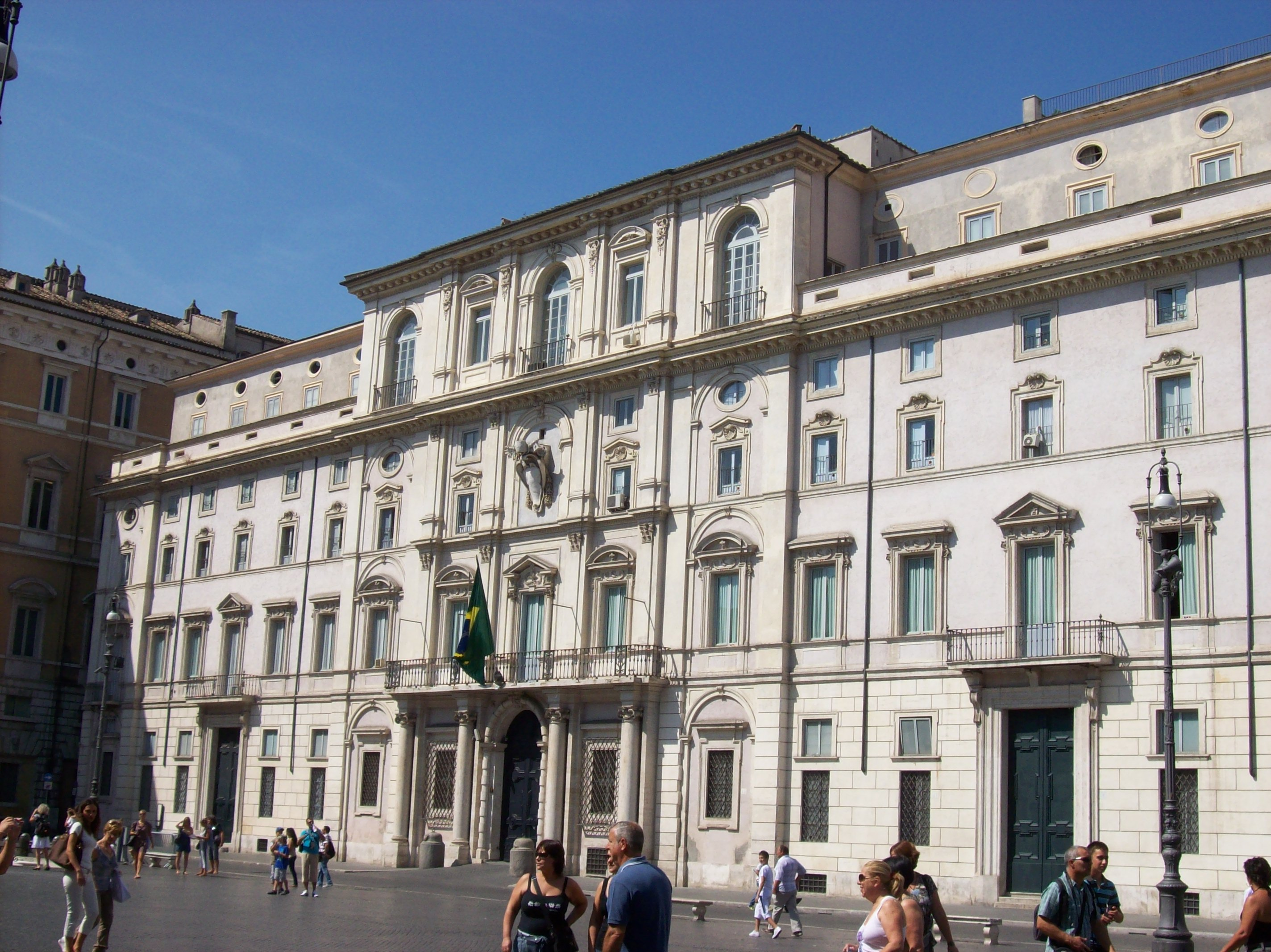
Palazzo Pamphilj

Palazzo Pamphili, ook bekend als Palazzo Pamphilj is een palazzo dat uitkijkt over het Piazza Navona te Rome. Het werd gebouwd tussen 1644 en 1650.
Het originele paleis werd gebouwd in 1630 op een reeks huizen die reeds in bezit waren van de machtige Pamphili-familie en wordt gekenmerkt door late renaissance-vormen. Wanneer het hoofd van de familie, Giovanni Battista Pamphili, tot paus verkozen wordt in 1644 en van dan af gekend wordt als paus Innocentius X, besluit de familie dat het paleis niet langer voldoet aan hun toegenomen prestige en er wordt aangevangen met de bouw van een nieuw en nog prachtiger paleis. De architect die aangesteld wordt, is Girolamo Rainaldi. Door het nieuwe project worden aangrenzende gebouwen verwerkt in het paleis, zoals het vroegere Palazzo Pamphili (waarvan de decoratie die gemaakt werd door Agostino Tassi nog gedeeltelijk te zien is) en het Palazzo Cybo.
Binnenin zijn er drie binnenpleinen. De zalen zijn groots en prachtig gedecoreerd: onder meer Giacinto Gemignani, Gaspard Dughet, Andrea Camassei, Giacinto Brandi, Francesco Allegrini, Pier Francesco Mola maakten er prachtige fresco's. Pietro da Cortona schilderde de galerij in 1651-1654, die ontworpen werd door Borromini.
Het nieuwe paleis werd later het huis van de schoonzus van paus Innocentius X, die weduwe was (Olimpia Maidalchini). Er waren speculaties dat zij niet alleen een inpopulaire vertrouwelinge en adviseur van de paus was, maar eveneens zijn minnares. Olimpia Maidalchini was de moeder van Camillo Pamphili, eenmalig kardinaal. Deze kwam in het bezit van het Palazzo Aldobrandini door zijn huwelijk, nu beter bekend als Palazzo Doria Pamphili, te vinden in de beroemde Via del Corso.
Er is nog een tweede Palazzo Doria-Pamphili, een villa in Valmontone vlak bij Rome. Dit paleis is befaamd voor zijn barokke fresco's, gemaakt door Francesco Cozza, Pier Francesco Mola en Mattia Preti. Tijdens de Tweede Wereldoorlog werd het evenwel ernstig beschadigd.
Sinds 1920 bevindt zich in het Palazzo Pamphili de Braziliaanse ambassade. Het werd Braziliaans eigendom in 1961.